# Saison 7 de Détective Conan
 (octobre 2024).
Chronologie
Saison 6 de Détective Conan Saison 8 de Détective Conan
La saison 7 de Détective Conan a été diffusée du 7 janvier 2002 au 9 décembre 2002 (épisodes 263 à 303) sur Nippon TV. Elle est composée de 41 épisodes.
Le dixième opening (générique de début) (épisodes 259 à 270) intitulé Winter Bells, est interprété par la chanteuse de J-pop Mai Kuraki. Le onzième opening (épisodes 271 à 305) intitulé I Can't Stop My Love for You, est interprété par la chanteuse de J-pop Rina Aiuchi. 
Le treizième ending (épisodes 248 à 265) intitulé Aoi aoi kono hoshi ni, est interprété par la chanteuse de J-pop Azumi Uehara. Le quatorzième ending (épisodes 266 à 287) intitulé Yumemita ato de, est interprété par le groupe de J-pop Garnet Crow. Le quinzième ending (épisodes 288 à 299) intitulé Mushoku, est interprété par la chanteuse de J-pop Azumi Uehara. Le seizième ending (épisodes 300 à 306) intitulé Overture, est interprété par le chanteur de J-rock Kōshi Inaba.
| No | Titre français | Titre japonais                          | Titre japonais                                             | Date de 1re diffusion |
| No | Titre français | Kanji                                   | Rōmaji                                                     | Date de 1re diffusion |
| --- | --- | --------------------------------------- | ---------------------------------------------------------- | --------------------- |
| 263 – SP12 | Le double mystère d'Osaka – Le sabreur et le Château Toyotomi (épisode spécial de 1 heure 30) (files : 314-321/tomes : 31-32) | 大阪ダブルミステリー 浪花剣士と太閤の城 | Oosaka daburu misuterii - Naniwa kenshi to taikou no shiro | 7 janvier 2002        |
| Alors que Kogorō, Ran et Conan sont en route pour soutenir Heiji à un tournoi de Kendo à Osaka, un meurtre survient sur les lieux de la compétition. Le jeune détective est déterminé à résoudre l'enquête avant l'arrivée de son rival de l'Est. Après le tournoi, les Tokyoïtes visitent la ville. Pendant qu'ils sont au château d'Osaka, une affaire vieille de 13 ans impliquant les pères de Heiji et Kazuha menace de se réveiller.          | |                                         |                                                            |                       |
| 264 | Cour de confrontation : Eri Kisaki contre Kogorô Môri – 1re partie                                                            | 法廷の対決 妃VS小五郎 (前編)            | Houtei no taiketsu: Kisaki tai Kogorô - Zenpen             | 14 janvier 2002       |
| 265 | Cour de confrontation : Eri Kisaki contre Kogorô Môri – 2e partie                                                             | 法廷の対決 妃VS小五郎 (後編)            | Houtei no taiketsu: Kisaki tai Kogorô - Kōhen              | 21 janvier 2002       |
| 266 | La vérité derrière la Saint Valentin - 1re partie : L'affaire (files : 331-334/tome : 33)                                     | バレンタインの真実 (事件編)             | Barentain no shinjitsu - Jikenhen                          | 28 janvier 2002       |
| 267 | La vérité derrière la Saint Valentin - 2e partie : Le raisonnement (files : 331-334/tome : 33)                                | バレンタインの真実 (推理編)             | Barentain no shinjitsu - Suirihen                          | 4 février 2002        |
| 268 | La vérité derrière la Saint Valentin - 3e partie : La résolution (files : 331-334/tome : 33)                                  | バレンタインの真実 (解決編)             | Barentain no shinjitsu - Kaiketsuhen                       | 11 février 2002       |
| Pour la Saint Valentin qui approche, Sonoko emmène Ran à la montagne dans un atelier de confection de chocolats. Les deux détectives de l'agence Môri sont aussi sur place, et, lors d'une tempête, un meurtre est découvert par Conan dans la forêt. Ran arrivera-t-elle à faire parvenir son cadeau à Shinichi à temps ? | |                                         |                                                            |                       |
| 269 | L'oubli du memento du crime – 1re partie (files : 335-337/tome : 33)                                                          | 犯罪の忘れ形見 (前編)                   | Hanzai no wasuregatami - Zenpen                            | 18 février 2002       |
| 270 | L'oubli du memento du crime – 2e partie (files : 335-337/tome : 33)                                                           | 犯罪の忘れ形見 (後編)                   | Hanzai no wasuregatami - Kōhen                             | 4 mars 2002           |
| Un homme arrive à l'agence du détective Môri pour une affaire. Quand il se rend compte que ce n'est que pour qu'on l'aide à retrouver une montre chez lui, Kogorō le renvoie, n'estimant pas l'affaire digne de lui. Les Détectives Juniors qui passaient par là se mettent sur l'affaire. Alors qu'ils sont chez le client, une personne est tuée dans la salle de télévision. Conan mène l'enquête !                                              | |                                         |                                                            |                       |
| 271 | Le secret expédié par l'oubli – 1re partie (files : 338-340/tomes : 33-34)                                                    | 隠して急いで省略 (前編)                 | Kakushite isoide shouryaku - Zenpen                        | 11 mars 2002          |
| 272 | Le secret expédié par l'oubli – 2e partie (files : 338-340/tomes : 33-34)                                                     | 隠して急いで省略 (後編)                 | Kakushite isoide shouryaku - Kōhen                         | 18 mars 2002          |
| Intrigués par les mots de la professeur d'anglais Jodie Saint-Émilion, Ran et Conan cherchent chacun de son côté la signification du signe "x" dans la messagerie instantanée. Accompagnés de la professeur et de Sonoko, un "dying message", comprenant le même signe de croix est découvert au centre commercial. Les deux énigmes seraient-elles liées ?                                                                                         | |                                         |                                                            |                       |
| 273 | Le quiz de la grand-mère, le cas d'Indication de Fléchette                                                                    | クイズ婆さんの失踪事件                  | Kuizu baasan no shissou jiken                              | 8 avril 2002          |
| 274 | La vérité sur la maison hantée – 1re partie (files : 355-357/tome : 35)                                                       | 幽霊屋敷の真実 (前編)                   | Yuurei yashiki no shinjitsu - Zenpen                       | 15 avril 2002         |
| 275 | La vérité sur la maison hantée – 2e partie (files : 355-357/tome : 35)                                                        | 幽霊屋敷の真実 (後編)                   | Yuurei yashiki no shinjitsu - Kōhen                        | 22 avril 2002         |
| Le détective Môri est sommé d'enquêter sur des phénomènes paranormaux dans une maison supposément hantée. Alors qu'il visite le lieu en compagnie de Ran et Conan, de mystérieux évènements surviennent. Tous les indices trouvés semblent pointer vers les conséquences d'un meurtre vieux de quelques mois dans le voisinage. | |                                         |                                                            |                       |
| 276 | L'affaire du carnet de police disparu                                                                                         | 警察手帳紛失事件                        | Keisatsu techou funshitsu jiken                            | 6 mai 2002            |
| 277 | Un professeur d'anglais contre le Grand Détective de l'Ouest – 1re partie (files : 341-343/tome : 34)                         | 英語教師VS西の名探偵 (前編)             | Eigo kyoushi tai nishi no meitantei - Zenpen               | 13 mai 2002           |
| 278 | Un professeur d'anglais contre le Grand Détective de l'Ouest – 2e partie (files : 341-343/tome : 34)                          | 英語教師VS西の名探偵 (後編)             | Eigo kyoushi tai Nishi no Meitantei - Kōhen                | 20 mai 2002           |
| Après la révélation que tous les dossiers de la police concernant les affaires de Kogorō l'Endormi ont été volés, Conan est de plus en plus suspicieux vis-à-vis du professeur de Ran, Jodie St-Emilion. Heiji est appelé en renfort d'Osaka par le professeur Agasa. Les deux détectives décident d'aller enquêter directement au domicile de l'étrangère. Alors qu'ils sont sur le point de s'en aller, un homme tombe à sa mort sous leurs yeux. | |                                         |                                                            |                       |
| 279 | Un Hooligan dans un labyrinthe – 1re partie (files : 344-346/tome : 34)                                                       | 迷宮のフーリガン (前編)                 | Meikyuu no fuurigan - Zenpen                               | 27 mai 2002           |
| 280 | Un Hooligan dans un labyrinthe – 2e partie (files : 344-346/tome : 34)                                                        | 迷宮のフーリガン (後編)                 | Meikyuu no fuurigan - Kōhen                                | 3 juin 2002           |
| En rentrant du stadium de foot, les Détectives Juniors assistent au meurtre d'un homme antipathique dans le métro. Pendant ce temps, le professeur continue son investigation discrète sur l'organisation des hommes en noir, à la demande de Conan. | |                                         |                                                            |                       |
| 281 | Les témoins oculaires de petite taille                                                                                        | 小さな目撃者たち                        | Chiisana mokugekisha tachi                                 | 10 juin 2002          |
| 282 | L'eau mystérieuse coulant près de la pierre du jardin – 1re partie                                                            | 水流れる石庭の怪 (前編)                 | Mizu nagareru sekitei no kai - Zenpen                      | 17 juin 2002          |
| 283 | L'eau mystérieuse coulant près de la pierre du jardin – 2e partie                                                             | 水流れる石庭の怪 (後編)                 | Mizu nagareru sekitei no kai - Kōhen                       | 24 juin 2002          |
| 284 | Chinatown déjà vu sous la pluie – 1re partie (files : 347-349/tome : 34)                                                      | 中華街 雨のデジャビュ (前編)            | Chuukagai ame no deja byu - Zenpen                         | 1er juillet 2002      |
| 285 | Chinatown déjà vu sous la pluie – 2e partie (files : 347-349/tome : 34)                                                       | 中華街 雨のデジャビュ (後編)            | Chuukagai ame no deja byu - Kōhen                          | 8 juillet 2002        |
| Ran a gagné des coupons pour un restaurant chinois. Arrivés là-bas, ils se rendent compte d'une erreur dans leur ticket, mais sont invités à manger par un producteur de cinéma ayant repéré Ran. Pendant le repas, un homme est empoisonné, mais le raisonnement de Conan est perturbé par son inquiétude pour Ran, qui semble de plus en plus fiévreuse.                                                                                          | |                                         |                                                            |                       |
| 286 | Shinichi Kudô à New York - 1re partie : L'affaire (files : 350-354/tomes : 34-35)                                             | 工藤新一NYの事件 (事件編)               | Kudo Shinichi NY no jiken - Jikenhen                       | 15 juillet 2002       |
| 287 | Shinichi Kudô à New York - 2e partie : Le raisonnement (files : 350-354/tomes : 34-35)                                        | 工藤新一NYの事件 (推理編)               | Kudo Shinichi NY no jiken - Suirihen                       | 22 juillet 2002       |
| 288 | Shinichi Kudô à New York - 3e partie : La résolution (files : 350-354/tomes : 34-35)                                          | 工藤新一NYの事件 (解決編)               | Kudo Shinichi NY no jiken - Kaiketsuhen                    | 29 juillet 2002       |
| Les pensées fiévreuses de Ran la ramène une année auparavant, en vacances à New York avec Shinichi et sa mère. Alors qu'ils étaient sur le point d'assister à une comédie musicale en compagnie de l'actrice légendaire Sharon Vineyard, un drôle d'incident se produit. L'identité de l'homme mystérieux se dessine petit à petit, mais des zones d'ombres subsistent.                                                                             | |                                         |                                                            |                       |
| 289 | Mitsuhiko dans la forêt de l'illusion – 1re partie (files : 358-360/tome : 35)                                                | 迷いの森の光彦 (前編)                   | Mayoi no mori no Mitsuhiko - Zenpen                        | 5 août 2002           |
| 290 | Mitsuhiko dans la forêt de l'illusion – 2e partie (files : 358-360/tome : 35)                                                 | 迷いの森の光彦 (後編)                   | Mayoi no mori no Mitsuhiko - Kōhen                         | 12 août 2002          |
| Inquiétés par la disparition de Mitsuhiko, les Détectives Juniors et le professeur font de leur mieux pour le retrouver. Les choses se compliquent lorsque l'on réalise qu'il se trouve dans la même forêt qu'un meurtrier notoire en cavale. | |                                         |                                                            |                       |
| 291 | L'isolement de l'île de la princesse et du palais du dragon - 1re partie : L'affaire (files : 361-365/tomes : 35-36)          | 孤島の姫と龍宮城(事件編)                | Kotou no hime to ryugujo - Jikenhen                        | 19 août 2002          |
| 292 | L'isolement de l'île de la princesse et du palais du dragon - 2e partie : La recherche (files : 361-365/tomes : 35-36)        | 孤島の姫と龍宮城(追求編)                | Kotou no hime to ryugujo - Tsuikyuuhen                     | 26 août 2002          |
| 293 | L'isolement de l'île de la princesse et du palais du dragon - 3e partie : La résolution (files : 361-365/tomes : 35-36)       | 孤島の姫と龍宮城 (解決編)               | Kotou no hime to ryugujo - Kaiketsuhen                     | 2 septembre 2002      |
| Un duel de détective à but promotionnel pour une île devenue désertique est organisé entre Kogorō Môri et Heiji Hattori. Alors qu'il est en repérage sur l'île avec Conan, Kazuha et Ran, Heiji découvre un cadavre. Peu après, leur unique moyen de transport hors de l'île disparait. Coincés jusqu'au lendemain, il semblerait que les détectives de l'Est et de l'Ouest n'aient plus qu'à résoudre l'énigme de l'île.                           | |                                         |                                                            |                       |
| 294 | L'éclat de l'amour et de la détermination – 1re partie                                                                        | 愛と決断のスマッシュ (前編)             | Ai to ketsudan no sumasshu - Zenpen                        | 9 septembre 2002      |
| 295 | L'éclat de l'amour et de la détermination – 2e partie                                                                         | 愛と決断のスマッシュ (後編)             | Ai to ketsudan no sumasshu - Kōhen                         | 16 septembre 2002     |
| 296 | La péniche au bout du choc | 屋形船 釣りショック                     | Yakatabune tsuri shokku                                    | 14 octobre 2002       |
| 297 | Cour de confrontation 2 : Eri Kisaki contre Kujo Reiko – 1re partie                                                           | 法廷の対決Ⅱ 妃VS九条 (前編)             | Houtei no taiketsu II: Kisaki tai Kujou - Zenpen           | 21 octobre 2002       |
| 298 | Cour de confrontation 2 : Eri Kisaki contre Kujo Reiko – 2e partie                                                            | 法廷の対決Ⅱ 妃VS九条 (後編)             | Houtei no taiketsu II: Kisaki tai Kujou - Kōhen            | 28 octobre 2002       |
| 299 | Le détroit de Kanmon entre amitié et intention de meurtre – 1re partie                                                        | 友情と殺意の関門海峡 (前編)             | Yuujou to satsui no Kanmon kaikyou - Zenpen                | 4 novembre 2002       |
| 300 | Le détroit de Kanmon entre amitié et intention de meurtre – 2e partie                                                         | 友情と殺意の関門海峡 (後編)             | Yuujou to satsui no Kanmon kaikyou - Kōhen                 | 18 novembre 2002      |
| 301 | L'affectation du bonheur et du malheur – 1re partie (files : 366-368/tome : 36)                                               | 悪意と聖者の行進 (前編)                 | Akui to seija no koushin - Zenpen                          | 25 novembre 2002      |
| 302 | L'affectation du bonheur et du malheur – 2e partie (files : 366-368/tome : 36)                                                | 悪意と聖者の行進 (後編)                 | Akui to seija no koushin - Kōhen                           | 2 décembre 2002       |
| Alors qu'ils assistent à un défilé célébrant des stars du football, les Détectives Boys sont pris dans une affaire d'attentat à la bombe. L'inspecteur Sato semble particulièrement affectée par l'affaire, qui lui rappelle la mort de son collègue l'inspecteur Matsuda, 3 ans plus tôt. La relation naissante entre Takagi et Sato semble compromise par le souvenir du défunt Matsuda.                                                          | |                                         |                                                            |                       |
| 303 | Le retour de la victime | 戻って来た被害者                        | Modotte kita higaisha                                      | 9 décembre 2002       |